# Запорожје
Запорожје (укр. Запоріжжя, рус. Запорожье) град је у Украјини, у Запорошкој области. Према процени из 2024. у граду је живело 550.000 становника.
Запорожје се налази на око 70 км јужно од Дњепропетровска на реци Дњепар.
Александровска тврђава је основана 1770, око које је настало насеље. Име је добила по кнезу Александру Голицину. Статус града Александровск је добио 1806. Град носи данашње име од 1921.
Најзначајнија предузећа у Запорожју су велика хидроцентрала ДнипроГЕС и фабрика аутомобила ЗАЗ (Запорізький автомобільний завод).
У граду игра фудбалски клуб Металург.

## Имена и етимологија
До 1921. град је носио име Александровск по имену тврђаве (рус. Александровская крепость) која је чинила део одбрамбене линије Дњепра Руске Империје. Године 1921. име града је промењено у украјинско Запорожје.
Назив Запорожје буквално се односи на положај града који се налази иза брзака - низводно или јужно од брзака реке Дњепар, који је раније био велика препрека пловидби и место важних лука. (Касније, 1932. године, брзаци на реци Дњепар су потопљени да би постали део резервоара Дњепарске хидроелектране).

## Историја

### Историја пре оснивања
Археолошка налазишта показују да су на подручју савременог града пре око две или три хиљаде година живели Скити. Касније су ту живели Хазари, Печенези, Кумани, Татари и Словени. Ту је пролазио трговачки пут од Варјага до Грка преко острва Хортиција. Ове територије су назване "Дивља поља", јер нису биле под контролом ниједне државе (то је била земља између веома нестабилних граница Државне заједнице Пољске и Литваније, Велике московске кнежевине и Османског царства).
Године 1552. Дмитриј Вишњевецки је подигао утврђења од дрвета на малом острву Мала Хортиција, које се налази близу западне обале острва Хортиција. Археолози сматрају да су ова утврђења претеча Запорошког Сича — упоришта паравојних сељачких пукова Козака.

### Руска Империја (1654–1917)

#### Оснивање Запорожја
Године 1770. подигнута је тврђава Александровскаја (Александровская) која се сматра годином оснивања Запорожја. Као део одбрамбене линије Дњепра, тврђава је штитила јужне територије Руске Империје од инвазије Кримских Татара. Неизвесно је у чију част је тврђава добила име. Неки верују да је то био Александар Голицин, генерал који је служио Катарини Великој. Друге могућности су кнез Александар Вјаземски или Александар Румјанцев.
према којем су јужне земље Руске равнице и полуострва Крим постале територије под руском управом. Због тога је Александровска тврђава изгубила војни значај и претворена у мали провинцијски сеоски град, познат од 1806. под именом Александровск (Александровск).

#### Менонитски досељеници
Године 1789. менонити из Гдањска (Пруска) прихватили су позив Катарине Велике да населе неколико колонија на подручју савременог града. Острво Хортицију им је поклонила руска влада на вечни посед. Године 1914. Менонити су продали острво назад граду. Менонити су изградили млинове и пољопривредне фабрике у Александровску.
Током руске револуције а посебно током Другог светског рата, већина менонита је побегла у Северну и Јужну Америку, а неки су и насилно пресељени у источну Русију. Тренутно мало менонита живи у Запорожју, иако су у тој области очуване многе индустријске зграде и куће које су изградили менонити.

#### Скела
Године 1829. предложено је да се изгради жична скела преко Дњепра. Скела је могла да носи десетак кола. Пројекат је одобрио цар и касније је копиран у другим деловима Руске Империје. Године 1904. скелу је заменио Кичкаски мост, који је изграђен на најужем делу реке званом"Вучје грло", у близини северног дела острва Хортиција.

#### Успостављање железничке пруге и Кичкашког моста
Први железнички мост преко Дњепра био је Кичкаски мост (Кичкасский) који је пројектовао И.Д. Проскурјаков и Е.О. Патон. Грађевинске радове је надгледао Ф. В. Лат. Укупна дужина моста била је 336 метара. Дужина моста над реком је износила 190 м. На горњем делу је била железничка пруга са два колосека, док је доњи део коришћен за друге типове возила; на оба нивоа су изграђене и пешачке стазе. Изграђен је на најужем делу реке Дњепра познатом као Вучје грло. Изградња је почела 1900. године, а за пешачки саобраћај је отворен 1902. године. Званично отворен мост је био 17. априла 1904. године, иако је железнички саобраћај на мосту почео тек 22. јануара 1908. године. Отварање Кичкаског моста довело је до индустријског раста Александровска.
Године 1916, током Првог светског рата, фабрика авио-мотора DEKA Stock Association (данас позната као Мотор Сич) је пребачена из Санкт Петербурга у Александровск.

#### Грађански рат (1917–1921)
Кичкашки мост је био од стратешког значаја за време грађанског рата у Русији, и преко њега су превожене трупе, муниција, рањеници и санитети. Због овог моста, Александровск и околина су од 1918. до 1921. године били поприште жестоких борби између Црвене армије и Беле армије Дењикина и Вранглера, Петљурине Народне армије НР Украјине и немачко-аустријских трупа, а након њиховог пораз, борба са устаницима предвођеним Григоријевим и Махном. Мост је више пута оштећен. Највећу штету нанеле су Махнове трупе када су се 1920. године повукле из Александровска и разнеле око 40 метара моста у средњем делу.
Народни комесар за железнице бољшевичке владе Дзержински наредио је поправку моста. Металуршки комбинат Брјанског акционарског друштва (рус. Днепропетровский металлургический завод имени Петровского) (сада Дњепровски погон) у Дњепропетровску кренуо је са санацијом моста. Кичкаски мост је поново отворен 14. септембра 1921. године. Дана 19. октобра 1921. године, Совјетски савет рада и одбране (којим је председавао Лењин) доделио је Јекатерињинској железници Орден Црвене заставе Украјинске Совјетске Социјалистичке Републике за превремену рестаурацију Кичкаског моста.

### У време Совјетске Украјине у саставу СССР-а (1922–1991)

#### Индустријализација 1920-1930-их година
Почетком 20. века, Запорожје је било мали неугледни рурални град Руске Империје, који је добио индустријски значај током индустријализације коју је спровела совјетска власт 1920–1930. У периоду 1929–1932. израђен је главни план за изградњу града. На 10 км од старог града Александровска, на најужем делу реке Дњепар, планирана је изградња хидроелектране, најмоћније у Европи у то време. У близини станице требало би да се изгради нови модерни град и џиновска фабрика челика и алуминијума. Касније је станица добила име ДнипроГЕС, челичана – Запорожстал, и нови део града – Соцгород. (Социјалистички град)
Производња алуминијумског комбината (ДАЗ- Дњепарски алуминијски завод) према плану требало би да премаши тадашњу укупну производњу алуминијума у Европи.
Државни институт за пројектовање металуршких постројења (ГИПРОМЕЗ) развио је пројекат стварања индустријског комплекса Дњепра. ГИПРОМЕЗ се консултовао са различитим компанијама, укључујући Freyn Engineering Company из Чикага (САД), која је учествовала у пројектовању и изградњи високих пећи.
Током 1930-их, америчка компанија United Engineering and Foundry Company изградила је траке за топло и хладно ваљање. Ово је била копија челичане Ford River Rouge. Годишњи капацитет челичане достигао је 600.000 тона. Ширина траке је била 66 инча. Постојала је друга секција која је користила совјетску копију челичане Demag AG за траку која је производила челик ширине 45 инча.

#### Хидроелектрана, ДнипроГЕС
Прекретница у историји града била је изградња бране хидроелектране, која је почела 1927. а завршена 1932. Главни пројектант пројекта био је И. Г. Александров, руководилац изградње – А. В. Винтер, главни архитекта – В. А. Веснин и главни амерички саветник – пуковник Хју Купер. Производна снага је била 560 мегавата, дужина конвексне бране 760 м, ширина 56 м, висина 60 м.
Осам турбина и пет електричних генератора пројектовано је и произведено у Сједињеним Државама. Остала три генератора су направљена у лењинградској фабрици Електросила. Након пуштања у рад, брзаци Дњепра су били поплављени, а река је постала пловна од Кијева до Херсона. Године 1980. изграђена је нова зграда генератора, а снага станице је повећана на 1.388 мегавата.

#### Град социјализма (Соцгород)
Између бране хидроелектране и индустријске зоне на 10 км од центра старог Александровска основан је стамбени кварт бр. 6, који је добио име Соцгород. У 20-ој доктринарни идеалистички ентузијазам архитеката огледао се у интензивној расправи о становању социјалистичке заједнице. Архитекте су веровали да коришћењем нових архитектонских облика могу створити ново друштво. Дистрикт број 6 био је један од ретких имплементација концепта урбаног развоја. Изградња округа почела је 1929. а завршена 1932. године.
Главна идеја која је водила архитекте била је стварање града будућности. У Соцгороду су изграђене вишеспратне зграде (не веће од 4 спрата) са великим, пространим становима са пространим двориштима засађеним травом и дрвећем око зграда. Николај Коли, В.А.Веснин, Г.М.Орлов, В.Г.Лавров и други дизајнирали су ДнипроГЕС и СоцГород. Ле Корбизје је посетио град неколико пута током 1930-их. Архитекте су користиле идеје конструктивистичке архитектуре.
Зграду 31 у улици Независне Украјине (раније – Улица 40 година Совјетске Украјине) пројектовао је В.Г. Лавров. У Соцгороду су тада живеле породице совјетских и америчких инжењера, саветника и шефова индустрије. Међутим, већина радника током изградње хидроелектране и постројења живела је у згради бр. 15 и алуминијумским квартовима. Јужна граница Соцгорога ограничена је Верхња улицом (Горња улица), а северна граница - хидроелектраном. На раскрсници Соборне авеније и улице Веркхња, архитекта И. Л. Кослинер је изградио кулу са седам спратова. Ова кула наводно указује на улазну капију Соцгорода са југа (од Александровска). Ближе брани подигнута је друга кула (архитеката И. Л. Кослинер и Л. Ј. Герсховицх). Обе куле истичу праву линију централне улице округа.
Називи улица су се неколико пута мењали. Првобитни назив Авеније Металурга био је Алеја ентузијаста. Овај пут води до фабрика. У то време су веровали да људи који иду у фабрику имају само позитивна осећања као што су радост, понос и ентузијазам. На крају пута стоји скулптура металурга вајара Ивана Носенка из 1963. године. За време немачке окупације носила је име Шевченкова авенија. Касније је преименована у Стаљинову авенију; а након његове смрти добила је данашње име Авенија Металурга. Авенија Соборни је првобитно имала име Либхнет авенија. Улица 40. година Совјетске Украјине некада се звала Совнаркомовска улица а за време немачке окупације Хитлерова алеја.
Велико Запорожје
Округ број 6 је мали део глобалног пројекта под називом Велико Запорожје. Овај пројекат је осмишљен за град, како би се омогућило да пола милиона људи живе у седам различитих области: Вознесенка, Бабурка, Кичкас, Александровск, Павло-Кичкас, острво Хортиција и (непознато). Сваки округ је морао бити независан од других, а ипак део уједињеног града. Линија града је требало да се протеже дуж обале реке Дњепар у дужини од 22 км.

#### Дњепарски железнички мостови
Локација Кичкаског моста била је у зони плављења узводно од бране хидроелектране. У почетку је било планирано да се растави и поново изгради на другој локацији. Али савет стручњака је био да то није исплативо јер је јефтиније изградити нови мост.
Изградња хидроелектране значила је да је био неопходан нови мост за прелазак железничке пруге преко Дњепра. Уместо јединственог моста, као раније, одлучено је да се пругом пређе преко острва Хортиције. Широки део реке између Хортиције и града познат је као Нови Дњепар, а ужи између Хортиције и предграђа на десној обали реке познат је као Стари Дњепар. Преко Новог Дњепра је прелазио тролучни двостепени мост. Сваки од лукова се простире на 140 м. Када се урачунају прилазни распони, укупна дужина је 715 м а конструкција је тешка 8.480 тона.
Стари Дњепар је прелазио једнокраки лучни мост укупне дужине 370 м; лучних распона од 224 м и тада је био највећи једнокраки мост у Европи. Овај мост је био тежак 5.220 тона. Оба моста је пројектовао професор Стрелецки. Израђивали су се од челика са заковицама, и имали су два нивоа: горњи за железнички саобраћај и доњи за друмски и пешачки саобраћај. Састављала их је комбинација чехословачких и совјетских радника под управом совјетског инжењера Константинова. Челични лукови су произведени у Чехословачкој, челичани Витковетском, остали челични елементи су направљени у Дњепропетровском металуршком заводу. Нови мостови отворени су 6. новембра 1931. Кичкаски мост је потом срушен.

### Други светски рат (1941–1945)

#### Немачка окупација
Рат између СССР-а и нацистичке Немачке почео је 22. јуна 1941.
После избијања рата, совјетска влада је започела евакуацију индустријске опреме из града у Сибир. Совјетске снаге безбедности НКВД стрељале су политичке затворенике у граду. Дана 18. августа 1941, елементи немачке 1. оклопне армије стигли су до предграђа Запорожја на десној обали и заузели острво Хортицију.
Црвена армија је 18. августа 1941. године у 16:00 сати разнела рупу величине 120 m х 10 m у брани хидроелектране Дњепар, што је изазвало поплавни талас који је поплавио Запорожје до Никопоља, убивши локално становништво, као и војнике обе стране. Пошто у то време није објављен ниједан званични број жртава, процењени број жртава увелико варира. Већина историчара га процењује на између 20.000 и 100.000, на основу броја људи који су тада живели у поплављеним подручјима. После два дана, браниоци града су добили појачање, и држали леву обалу реке 45 дана. За то време људи су демонтирали тешку машинерију, паковали је и утоваривали на железнички перон, обележавали и обрачунавали дијаграмима ожичења. Само Запорожстал је извезао 9.600 вагона са опремом. Запорожје је заузето 3. октобра 1941.
Немачка окупација Запорожја трајала је 2 године и 10 дана. За то време Немци су стрељали преко 35.000 људи, а 58.000 људи послали у Немачку на принудни рад. Немци су користили принудни рад (углавном ратне заробљенике) да покушају да обнове брану хидроелектране Дњепар и челичану. Мештани су основали подземну организацију отпора у пролеће 1942. године.
Железничке линије Криви Рог – Стаљинград и Москва – Крим кроз Запорожје биле су важне линије снабдевања Немаца током 1942–43, али је велики тролучни Дњепарски мост у Запорожју дигла у ваздух Црвена армија која се повлачила 18. августа 1941, даље акције рушења изведене су током септембра 1941. године. а Немци су га вратили у функцију тек лета 1943. године.
Када су Немци реформисали групу армија Југ у фебруару 1943. године, она је имала свој штаб у Запорожју. Губитак Харкова и других градова довео је до тога да је Адолф Хитлер 17. фебруара 1943. долетео у овај штаб, где је остао до 19. фебруара и упознао команданта армијске групе фелдмаршала Ериха фон Манштајна, и наредио је групи армија Југ да се бори са мобилном одбраном што је брзо довела до тога да су Немци поново заузели већи део изгубљеног терена у трећој бици за Харков. Хитлер је поново посетио штаб у Запорожју 10. марта 1943, где су му доставили извештаје фон Манштајн и фелдмаршал Волфрам фон Рихтхофен. Хитлер је последњи пут посетио штаб у Запорожју 8. септембра 1943. године. Средином септембра 1943. група армија Југ је преместила свој штаб из Запорожја у Кировоград.
И велики железнички мост преко Новог Дњепра и мањи преко Старог Дњепра оштећени су у ваздушном нападу групе од осам авиона модела Иљушин Ил-2, коју је предводио поручник А. Усманов 21. септембра 1943.

#### Ослобођење
Средином августа 1943. Немци су почели да граде одбрамбену линију Пантер-Вотан дуж Дњепра од Кијева до Крима, да би се на њу повукли у септембру 1943. Немци су држали град као мостобран преко Дњепра са елементима 40. оклопне армије и 17. корпуса. Совјетски југозападни фронт, којим је командовао армијски генерал Родион Малиновски, напао је град 10. октобра 1943. године. Када су браниоци успели да задрже нападе, Црвена армија је појачала своје трупе и започела изненадни ноћни напад у 22:00 сата 13. октобра, испаливши салву граната (ту су се први пут појавиле читаве 'дивизионе' артиљерије) и доласком не мање од десет дивизија снажно потпомогнутих оклопном артиљеријом.
Црвена армија је пробила мостобран, приморавајући Немце да га напусте 14. октобра. Немци који су се повлачили готово у потпуности су уништили челичану Запорожстал; поново су срушили велики железнички мост, и срушили зграду турбине и оштетили 32 од 49 генератора Дњепарске хидроелектране. Град има улицу између Вознесенског и Олександровског округа и спомен-обележје у Александровском округу посвећено поручнику Црвене армије Миколи Јаценку који је командовао првим тенком који је ушао у Запорожје; он и његова посада су погинули у бици за град.
Црвена армија је тек 1944. године поново заузела делове града на десној обали.
Обнова бране хидроелектране Дњепар почела је 7. јула 1944. Прва електрична енергија произведена је из обновљене бране 3. марта 1947. године.

### Савремени град (1991—данас)

#### Нови мостови преко Дњепра
Аутомобилска саобраћајна веза између градских четврти десне обале и центра града преко Преображенског моста била је закрчена већ крајем деведесетих. Године 2004. почела је изградња нових мостова преко Дњепра. Ови мостови су паралелни са постојећим Преображенским мостом на малој удаљености низводно. Изградња мостова је заустављена убрзо након што је почела, а остали су недовршени због недостатка финансијских средстава. Пројекат треба ревидирати, а процењује се да ће цена моста достићи 8 милијарди гривни (за разлику од првобитних 2 милијарде).
Средином новембра 2020. године, турски извођач радова најавио је да почиње завршну фазу пуштања у рад прве фазе изградње. Планирано је да радови буду завршени пре децембра.

#### Евромајдански догађаји, 2013–2014
Током Евромајдана 2014. окупациони протести регионалне државне администрације против председника Виктора Јануковича такође су одржани у Запорожју. Дана 23. фебруара 2014. зграду регионалне државне администрације у Запорожју заузело је 4.500 демонстраната, Средином априла 2014. дошло је до сукоба између украјинских и проруских активиста. Украјински активисти били су бројнији од проруских демонстраната.

#### Преименовање градских улица, паркова, домова културе (2016)
Врховна рада Украјине је 19. маја 2016. усвојила такозвани Закон о декомунизацији. Због ових закона, градско веће је морало да преименује више од 50 главних улица и административних делова града, док су споменици посвећени вођама Совјетског Савеза уништени. Имена совјетских лидера у називима индустријских постројења, фабрика, културних центара су уклоњена.

#### Руска инвазија (2022)
Током руске инвазије на Украјину 2022. године, руске снаге су биле ангажоване у сталним нападима на град. Дана 27. фебруара, забележене су неке борбе у јужном предграђу Запорожја. Руске снаге су касније те вечери почеле да гранатирају Запорожје. Дана 3. марта, руске снаге које су се приближавале нуклеарној електрани у Запорожју пуцале су на украјинске тенкове након чега је избио пожар и јавила се забринутост због потенцијалног нуклеарног топљења. Ватрогасци су успели да обуздају ватру. Руске војне снаге су 12. и 13. маја увече испалиле ракете на Запорожје.

## Географија
Град се налази на југоистоку Украјине. Река Дњепар дели град на два дела, између њих се налази острво Хортиција. Град се простире на 334 км 2 на надморској висини од 50 метара.
Два крака реке око острва Хортиције зову се Нови и Стари Дњепар. Нови Дњепар је широк око 800 м, а Стари Дњепар око 200 м. Острво је величине 12 км × 2 км. У граду постоји и неколико малих река које се уливају у Дњепар: Суха и Мокра Московка, Кушухум и Верхња Хортиција.
Флора острва Хортиција је јединствена и разнолика због сувог степског ваздуха и великог слатководног басена у околини, који чисти загађен ваздух из индустрије. Острво Хортиција је национални парк. Површина острва је испресецана великим увалама ("балкама"), пешачким стазама и историјским споменицима. Острво је веома популарно рекреативно подручје и за децу и за одрасле. Постоји велики број санаторијума, одмаралишта и здравствених центара. Ту су и пешчане плаже са приступом за купање.

### Клима
| Клима Запорожје (1991–2020, екстреми 1959–данас)                 | Клима Запорожје (1991–2020, екстреми 1959–данас) | Клима Запорожје (1991–2020, екстреми 1959–данас) | Клима Запорожје (1991–2020, екстреми 1959–данас) | Клима Запорожје (1991–2020, екстреми 1959–данас) | Клима Запорожје (1991–2020, екстреми 1959–данас) | Клима Запорожје (1991–2020, екстреми 1959–данас) | Клима Запорожје (1991–2020, екстреми 1959–данас) | Клима Запорожје (1991–2020, екстреми 1959–данас) | Клима Запорожје (1991–2020, екстреми 1959–данас) | Клима Запорожје (1991–2020, екстреми 1959–данас) | Клима Запорожје (1991–2020, екстреми 1959–данас) | Клима Запорожје (1991–2020, екстреми 1959–данас) | Клима Запорожје (1991–2020, екстреми 1959–данас) |
| Показатељ \ Месец                                                | .Јан.                                            | .Феб.                                            | .Мар.                                            | .Апр.                                            | .Мај.                                            | .Јун.                                            | .Јул.                                            | .Авг.                                            | .Сеп.                                            | .Окт.                                            | .Нов.                                            | .Дец.                                            | .Год.                                            |
| ---------------------------------------------------------------- | ------------------------------------------------ | ------------------------------------------------ | ------------------------------------------------ | ------------------------------------------------ | ------------------------------------------------ | ------------------------------------------------ | ------------------------------------------------ | ------------------------------------------------ | ------------------------------------------------ | ------------------------------------------------ | ------------------------------------------------ | ------------------------------------------------ | ------------------------------------------------ |
| Апсолутни максимум, °C (°F)                                      | 12,2 (54)                                        | 17,1 (62,8)                                      | 24,0 (75,2)                                      | 31,4 (88,5)                                      | 35,9 (96,6)                                      | 36,5 (97,7)                                      | 39,5 (103,1)                                     | 40,2 (104,4)                                     | 35,9 (96,6)                                      | 35,0 (95)                                        | 20,9 (69,6)                                      | 16,0 (60,8)                                      | 40,2 (104,4)                                     |
| Максимум, °C (°F)                                                | −0,3 (31,5)                                      | 1,2 (34,2)                                       | 7,5 (45,5)                                       | 16,1 (61)                                        | 22,6 (72,7)                                      | 26,6 (79,9)                                      | 29,3 (84,7)                                      | 29,0 (84,2)                                      | 22,7 (72,9)                                      | 14,7 (58,5)                                      | 6,5 (43,7)                                       | 1,3 (34,3)                                       | 14,8 (58,6)                                      |
| Просек, °C (°F)                                                  | −3,1 (26,4)                                      | −2,2 (28)                                        | 3,0 (37,4)                                       | 10,5 (50,9)                                      | 16,7 (62,1)                                      | 20,9 (69,6)                                      | 23,2 (73,8)                                      | 22,6 (72,7)                                      | 16,7 (62,1)                                      | 9,7 (49,5)                                       | 3,1 (37,6)                                       | −1,3 (29,7)                                      | 10,0 (50)                                        |
| Минимум, °C (°F)                                                 | −5,8 (21,6)                                      | −5,3 (22,5)                                      | −0,9 (30,4)                                      | 5,0 (41)                                         | 10,9 (51,6)                                      | 15,2 (59,4)                                      | 17,1 (62,8)                                      | 16,4 (61,5)                                      | 11,3 (52,3)                                      | 5,5 (41,9)                                       | 0,2 (32,4)                                       | −3,8 (25,2)                                      | 5,5 (41,9)                                       |
| Апсолутни минимум, °C (°F)                                       | −29,3 (−20,7)                                    | −26,1 (−15)                                      | −25 (−13)                                        | −8,2 (17,2)                                      | −2 (28)                                          | 3,9 (39)                                         | 8,2 (46,8)                                       | 3,9 (39)                                         | −3 (27)                                          | −8,9 (16)                                        | −18,6 (−1,5)                                     | −26,2 (−15,2)                                    | −29,3 (−20,7)                                    |
| Количина падавина, mm (in)                                       | 39 (1,54)                                        | 32 (1,26)                                        | 37 (1,46)                                        | 41 (1,61)                                        | 51 (2,01)                                        | 61 (2,4)                                         | 45 (1,77)                                        | 44 (1,73)                                        | 38 (1,5)                                         | 34 (1,34)                                        | 40 (1,57)                                        | 53 (2,09)                                        | 515 (20,28)                                      |
| Дани са кишом                                                    | 10                                               | 8                                                | 11                                               | 12                                               | 13                                               | 13                                               | 10                                               | 8                                                | 10                                               | 11                                               | 13                                               | 11                                               | 130                                              |
| Дани са снегом                                                   | 14                                               | 14                                               | 9                                                | 1                                                | 0                                                | 0                                                | 0                                                | 0                                                | 0                                                | 1                                                | 6                                                | 13                                               | 58                                               |
| Релативна влажност, %                                            | 85,2                                             | 82,4                                             | 77,6                                             | 67,2                                             | 63,1                                             | 66,0                                             | 63,6                                             | 62,1                                             | 68,5                                             | 75,5                                             | 84,3                                             | 86,1                                             | 73,5                                             |
| Извор #1: Pogoda.ru.net                                          |                                                  |                                                  |                                                  |                                                  |                                                  |                                                  |                                                  |                                                  |                                                  |                                                  |                                                  |                                                  |                                                  |
| Извор #2: Светска метеоролошка организација (влажност 1981–2010) |                                                  |                                                  |                                                  |                                                  |                                                  |                                                  |                                                  |                                                  |                                                  |                                                  |                                                  |                                                  |                                                  |

## Управа
Запорожје је регионално седиште Запорошке облалсти и град од регионалног значаја што значи да има облик самоуправе у оквиру области (региона).

### Управна подела
Град је подељен на 7 административних области.

## Демографија

### Градска популација
Становништво града опада од првих година државне независности. У периоду 2014–2015. стопа смањења становништва износила је −0,56% годишње.
У јануару 2017. године, градско становништво је износило 750.685 становника.
Укупно смањење становништва града током државне независности је око 146 хиљада људи (године 2017–2018. нису укључене у ову процену).
| Година | Популација | Извор        |
| ------ | ---------- | ------------ |
| 1781   | 329        | [ 9 ]        |
| 1795   | 1.230      | [ 9 ]        |
| 1804   | 2.500      | [ 9 ]        |
| 1824   | 1.716      | [ 6 ]        |
| 1859   | 3.100      | [ 6 ]        |
| 1861   | 3.819      | [ 9 ] [ 54 ] |
| 1864   | 4.354      | [ 6 ]        |
| 1870   | 4.601      | [ 55 ]       |
| 1885   | 6.707      | [ 56 ]       |
| 1894   | 16.100     | [ 57 ]       |
| 1897   | 16.393     | [ 58 ]       |

| Година | Популација | Извор         |
| ------ | ---------- | ------------- |
| 1900   | 24.196     | [ 59 ]        |
| 1902   | 35.000     | [ 6 ]         |
| 1910   | 38.000     | [ 60 ]        |
| 1913   | 63.000     | [ 9 ]         |
| 1915   | око 60.000 | [ 6 ]         |
| 1916   | 72.900     | [ 9 ]         |
| 1917   | 58.517     | [ 61 ]        |
| 1926   | 55.744     | [ 62 ] [ 63 ] |
| 1937   | 243.148    | [ 63 ]        |
| 1939   | 289.188    | [ 64 ] [ 65 ] |
| 1943   | 120.000    | [ 64 ] [ 66 ] |

| Година | Популација | Извор |
| ------ | ---------- | --- |
| 1956   | 381.000    | [ 60 ] |
| 1959   | 449.000    | [ 65 ] |
| 1970   | 658.000    | [ 67 ] |
| 1971   | 676.000    | [ 65 ] |
| 1979   | 781.000    | [ 68 ] |
| 1989   | 897.600    | [ 69 ] |
| 1991   | 896.600    | [ 70 ] |
| 2001   | 815.300    | [ 71 ] |
| 2010   | 776.918    | [ 72 ] |
| 2011   | 775.678    | [ 73 ] |
| 2015   | 757.650    | „веза”. Недостаје или је празан параметар \|url= (помоћ)                                                                |
| 2017   | 750.685    | url=http://zp.ukrstat.gov.ua/images/stories/Chisl__dem_10_15.pdfШаблон:Мртва Архивирано на веб-сајту (25. фебруар 2022) |

### Етничка структура
Према попису из 2001. године, Запорожје је имало следећу етничку структуру:
| Укупно (хиљаде) | Украјинци | Руси   | Белоруси | Бугари | Јевреји | Грузини | Јермени | Татари | Азери | Роми  | Пољаци   | Немци | Молдавци | Грци  |
| --------------- | --------- | ------ | -------- | ------ | ------- | ------- | ------- | ------ | ----- | ----- | -------- | ----- | -------- | ----- |
| 815.3           | 573       | 207    | 5.5      | 3.6    | 3.4     | 3.11    | 3.08    | 2.2    | 1.2   | 0.92  | 0.78-1.8 | 0.76  | 0.72     | 0.6   |
| 100%            | 70.28%    | 25.39% | 0.67%    | 0.44%  | 0.42%   | 0.38%   | 0.38%   | 0.27%  | 0.15% | 0.11% | 0.1%     | 0.09% | 0.09%    | 0.07% |

### Језик
Украјински се користи за службене државне послове.
Матерњи језик становника Запорожја, према попису становништва у Украјини (проценат):
| Језик      | 1897 | 1926 | 1989 | 2001 |
| ---------- | ---- | ---- | ---- | ---- |
| Украјински | 43.0 | 33.8 | 41.3 | 41.6 |
| Руски      | 24.8 | 52.2 | 57.0 | 56.8 |
| Јидиш      | 27.8 | 9.7  | 0.1  |      |

### Религија
У Запорожју су присутне следеће верске заједнице:
Хришћани
Православље
Већина грађана су православни хришћани Украјинске православне цркве (Московске патријаршије) или Православне цркве Украјине. Међу православним црквама најпопуларнија је Покровска црква, која је под Московском патријаршијом. У граду се налазе и црква Светог Николе и Катедрала Светог Андреја.
Протестантизам
Протестантизам проповедају:
- Свеукрајинска унија хришћана евангелистичке вере;
- Хришћанска адвентистичка црква;
- Пентекостализам.

Католицизам
Католицизам проповедају:
- Украјинска гркокатоличка црква;
- Католичка црква.[81]

Највећа католичка црква је Црква Бога, Оца милосрђа
Јудаизам
Ортодоксни јудаизам представљају један синдикат и шест заједница.
Ислам
У Запорошком округу постоји пет заједница које су део Духовне муслиманске управе Украјине и четири независне муслиманске заједнице.
Хиндуизам
У граду постоји огранак Ведске академије.

## Економија

### Индустрија
Запорожје је важан индустријски центар Украјине, оно је седиште главне компанија за производњу аутомобила у земљи, као и светски познатог произвођача авионских мотора Мотор-Сича. Добро снабдевено електричном енергијом, Запорожје, заједно са суседним Доњецким басеном и никопољским рудницима мангана и криворошким рудницима гвожђа, чини један од водећих индустријских комплекса у Украјини.
Град је седиште највеће украјинске аутомобилске фабрике ЗАЗ (Запорізький автомобільний завод) која производи украјинске аутомобилске марке као што су Запорожец и Тавриа.
Након завршетка руске револуције, град је постао важан индустријски центар. Присуство јефтине радне снаге и близина налазишта угља, гвоздене руде и мангана створили су повољне услове за велика предузећа гвожђарске и машинске индустрије. Данас је Запорожје важан индустријски центар региона са тешком индустријом (посебно металуршком), алуминијумском и хемијском индустријом. У граду се производе аутомобили, авионски мотори, радиоелектроника. Лука Запорожје је важно место за претовар робе из Донбаса.
Запорожстал, четврти највећи произвођач челика у Украјини, налази се на 54. месту у свету и има седиште у граду.

### Електричне енергије
Запорожје је велико чвориште за производњу електричне енергије. Постоје хидроелектрана позната као ДнипроГЕС Дњепарска хидроелектрана и највећа нуклеарна електрана у Европи. Фабрике у Запорожју производе око 25% укупне украјинске потрошње електричне енергије. Нуклеарна електрана Запорожја налази се у близини Енергодара (у преводу дариватељ енергије), око 60 км од Запорожја, која је највећа нуклеарна електрана у Европи. Такође у Енергодару се налази термоелектрана Запорожје.

## Култура
Запорожје има филхармонију, неколико музеја, позоришта, библиотека. Међу њима су:
- Академско драмско позориште Магара
- Општинска позоришна лабораторија «ВИЕ»
- Дечје позориште
- Позориште «Запорошки козаци»
- Запорошки регионални музеј
- Национални музеј историје Запорошких козака
- Запорошки регионални уметнички музеј
- Музеј ваздухопловства Мотор Сич
- Универзална научна библиотека Запорошке области

У Запорожју постоји низ малих аматерских група народних музичких бендова, уметничких галерија. У граду се редовно одржавају фестивали и прославе, такмичења козачких борилачких вештина и уметничке изложбе.
У Запорожју постоји изложба и продаја Запорожског градског удружења уметника «Колорит» на отвореном у близини 'Фонтане живота' Дневна изложба уметничких организација града је јединствено место у Запорожју, где људи могу да комуницирају са занатлијама и уметницима, гледају часове резбарења, везења, ткања и других креативних радова, добијају лекције од професионалних уметника, дизајнера и карикатуриста.

## Главне знаменитости
Острво Хортиција величине 12 км х 2 км налази се у географском центру града. Два бетонска моста повезују острво са градом. Пројектовао их је и конструисао инжењер Борис Н. Преображенски 1952. године. Два нивоа моста имају висину од око 54 метра. Горњи ниво мостова је намењен за железницу а доњи – за аутомобиле и пешаке.
Историјски и културни музеј Запорошка Сич налази се на северном стеновитом делу острва Хортиције. Музеј је реконструисано упориште Запорошких козака. У музеју су представљене све карактеристике логорског живота војних Козака и њиховог начина живота.
Мања острва се налазе између бране и острва Кхортиција. Свако од ових острва има своју легенду. На једном од њих по имену Дурња Скала цар Петар Велики је казнио Козаке бичевањем због њихове издаје на страни Карла XII током Великог северног рата између Русије и Шведске.
Још једно мало острво, названо Столб, има геолошко обележје, које изгледа као велика здела у гранитној плочи, чији пречник износи 1,4 метара а дубина 1 метар. Ова здела се зове Козачка здела. Народ каже да се у летњим данима под врелим сунцем лако прокува вода у овој здели а козаци су је користили за кување гулаша.
Панорамски поглед на ДнипроГЕС са острва Хортиција је веома импресиван. Права и дуга Соборна авенија (10 км) завршава се у СоцГороду код бране, која је изграђена у стилу конструктивистичке архитектуре 20. века.

## Инфраструктура
Град Запорожје је важно саобраћајно чвориште у Украјини и има дубоко развијен транспортни систем који укључује путне, железничке, речне и ваздушне опције за путнички, теретни и комунални транзит. Јавни градски превоз обухвата аутобусе, комбије, трамваје, тролејбусе и железницу.
На источној периферији Запорожја пролази главни национални аутопут М-18 који повезује Харков са Симферопољом. Три друга национална аутопута завршавају у Запорожју, један Х-23 који почиње у Кропивницком и пролази кроз Криви Рог и завршава у Запорожју; други Х-08 који почиње у Кијеву и путује дуж Дњепра све до југа пролазећи кроз низ важних градова као што су Кременчуг, Камјанске, Дњепар, и други; и други аутопут Х-15 који у Запорожје стиже из Доњецка.
Преко Дњепра постоје четири друмска и два железничка моста. Сви мостови осим једног повезују град са острвом Хортиција. Други мост иде преко бране Дњепровске хидроелектране.
Град Запорожје има две железничке станице, Запорожје-Прва и Запорожја-Друга. Прва је централна станица. Налази се у јужном делу града и део је транзитне руте север-југ Симферопољ-Харков. Линија станице Запорожје-Друга повезује руднике угља у Донбасу са рудницима гвожђа у Кривом Рогу.
Две градске речне луке су део националне инфраструктуре водног саобраћаја која повезује Кијев и Херсон дуж реке Дњепар и користи неке теретне бродове, као и кутере за путовање између Запорожја и оближњих села. Велико острво Хортиција дели Дњепар на два крака (канала), главни крак који пролази поред острва на његовој источној страни и алтернативни крак познат и као Стари Дњепар који протиче поред острва на његовој западној страни.
Једини градски аеродром који се налази источно од града (лева обала Дњепра) укључује домаће и међународне летове. Западно од града (десна обала Дњепра) налази се мањи аеродром Широке.

## У популарној култури
У Запорожју се одвија радња две кратке фикције америчког писца Харија Туртледава: За Отаџбину спремни (1991) и Фантом Толбухин (1998).

## Партнерски градови
Запорожје је град побратим са следећим градовима:
- Лахти, Финска, од 1953.[83]
- Белфор, Француска, од 1967.[83][85]
- Бирмингем, Уједињено Краљевство, од 1973.[83][86]
- Линц, Аустрија, од 1983.[83]
- Оберхаузен, Немачка, од 1986.[83]
- Јичанг, Кина, од 1993.[83]
- Магдебург, Немачка, од 2008.[83][87]
- Чунгкинг, Кина
- Зестафони, Грузија
- Стајнбак, Канада, од 2018.

Поред тога, 1969. град је преименовао једну од својих улица у Вроцлавску, комунистичка влада Вроцлава је одлучила да ода почаст украјинском граду на сличан начин, а део улице Судецка – Грабижинска према тргу Шлеских устаника – је преименована у Запорошку улицу. Дугачка је око 1,3 км.